# Donato Piazza

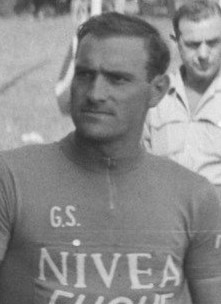
Donato Piazza en el año 1956

Donato Piazza ( Villasanta di Monza, 2 de enero de 1930 – † Bolonia, 12 de julio de 1997) fue un ciclista italiano, profesional entre 1950 y 1959, cuyos mayores éxitos deportivos los obtuvo en la Vuelta a España al lograr tres victorias de etapa en sus distintas participaciones, y en el Giro de Italia donde consiguió una victoria de etapa en la edición de 1956.

## Palmarés
| 1950 - Milán-Busseto - Gran Premio della Liberazione 1952 - Campeón de Italia de Persecución en Pista 1953 - Campeón de Italia de Persecución en Pista | 1955 - 2 etapas en la Vuelta a España - Sassari-Cagliari 1956 - 1 etapa del Giro de Italia 1957 - 1 etapa en la Vuelta a España - Parma |